# Équipe du Danemark de football au Championnat d'Europe 1992
L'équipe du Danemark de football participe à sa 4e  phase finale du championnat d'Europe lors de l'édition 1992 qui se tient en Suède du 10 juin 1992 au 26 juin 1992.
Initialement, le Danemark ne devait pas participer à l'Euro du fait qu'en terminant deuxième de son groupe qualificatif derrière la Yougoslavie il était éliminé. Mais, peu avant le début du tournoi, la Yougoslavie est disqualifiée pour la phase finale au motif de l'implication du pays dans des conflits. Le Danemark est alors repêché pour prendre la place vacante au pied levé.
Le Danemark parvient à se classer deuxième d'un difficile groupe 1 derrière la Suède et surtout devant la France et l'Angleterre. Il accède donc à la demi-finale où il élimine les Pays-Bas aux tirs au but. Les Danois disputent leur 1re finale d'un grand tournoi et sont à la surprise générale sacrés champions d'Europe en battant l'Allemagne sur le score de 2-0.
À titre individuel, Brian Laudrup et Peter Schmeichel font partie de l'équipe-type du tournoi. Henrik Larsen termine meilleur buteur ex æquo de l'Euro 1992 avec 3 buts.

## Phase qualificative
Tout commence pendant l'été 1990 avec la nomination au poste de sélectionneur de Richard Møller Nielsen, qui n'était pas le premier choix de la fédération danoise. En effet, Horst Wohlers qui était pressenti ne put se libérer du contrat le liant à son club, Nielsen a donc été choisi avec pour mission de se qualifier pour l'Euro 1992. La phase qualificative comprend cinq groupes de cinq nations et deux groupes de quatre nations. Les sept vainqueurs de poule se qualifient pour l'Euro 1992 et ils accompagnent la Suède, qualifiée d'office en tant que pays organisateur.
Le parcours de l'équipe Danoise dans les éliminatoires commence avec une victoire, un nul et une défaite. La défaite contre la Yougoslavie, en novembre 1990 laisse des traces. Certains joueurs dont Michael Laudrup, Brian Laudrup et Jan Heintze se retirent de la sélection, en désaccord avec les choix tactiques du sélectionneur. Michael Laudrup lui reproche son jeu trop défensif laissant peu de liberté de jeu, en comparaison à ce qu'il faisait avec Cruyff au Barça. Pour lui le potentiel de l'équipe permettait de jouer plus offensivement. Ce départ des cadres pousse la presse à évoquer un changement de sélectionneur. Mais Richard Møller Nielsen va remporter la totalité des matchs restants en qualifications, y compris en battant la Yougoslavie à l'extérieur. Les slaves remportent le groupe 4. Le Danemark termine 2e et se retrouve donc éliminé, avec cependant le satisfaction de présenter, de loin, le meilleur bilan comptable des équipes non-qualifiées de l'Euro. Le sélectionneur est ainsi maintenu dans ses fonctions. 

## Exclusion de la Yougoslavie et réintégration
Dès le 8 novembre 1991 et les premières sanctions contre la Yougoslavie, les premières rumeurs arrivent concernant une possible exclusion des Yougoslaves du tournoi. 
Brian Laudrup revient sur sa décision et réintègre la sélection danoise, le 29 avril 1992 lors d'un match contre la Norvège (1-0 pour le Danemark). La saison en club se terminant, les internationaux danois qui ont un dernier match contre la CEI le 3 juin, préparent leurs vacances d'été : en famille, à la plage ou devant le poste de télé pour regarder l'Euro 92. Le sélectionneur prévoit, lui, de refaire sa cuisine sur demande de sa femme.
Mais coup de tonnerre, le 30 mai 1992, le Conseil de sécurité des Nations unies adopte la résolution 757 par un vote de 13 voix contre 0. Elle interdit tout commerce international, coopération scientifique et technique, échanges sportifs et culturels, voyages en avion et voyages de fonctionnaires de République fédérale de Yougoslavie. Certains comme le président français François Mitterrand ont initialement retardé l'adoption de la résolution 757 en proposant de supprimer l'interdiction des sports. Mais cette interdiction a été maintenue au motif que les combattants serbes n'étaient pas les seuls responsables des guerres yougoslaves. En conséquence, l'UEFA exclut la Yougoslavie de toutes compétitions européennes, y compris donc l'Euro 92. Le Danemark 2e de sa poule de qualification derrière la Yougoslavie, est donc repêché et invité à disputer la phase finale, à 10 jours de l'ouverture du tournoi.
| Rang | Équipe          | Pts | J | G | N | P | Bp | Bc | Diff |  | Résultats (▼ dom., ► ext.) |     |     |     |     |     |
| ---- | --------------- | --- | - | - | - | - | -- | -- | ---- |  | -------------------------- | --- | --- | --- | --- | --- |
| 1    | Yougoslavie     | 14  | 8 | 7 | 0 | 1 | 24 | 4  | +20  |  | Yougoslavie                |     | 1-2 | 7-0 | 4-1 | 4-1 |
| 2    | Danemark        | 13  | 8 | 6 | 1 | 1 | 18 | 7  | +11  |  | Danemark                   | 0-2 |     | 2-1 | 2-1 | 4-1 |
| 3    | Irlande du Nord | 7   | 8 | 2 | 3 | 3 | 11 | 11 | 0    |  | Irlande du Nord            | 0-2 | 1-1 |     | 2-1 | 1-1 |
| 4    | Autriche        | 3   | 8 | 1 | 1 | 6 | 6  | 14 | -8   |  | Autriche                   | 0-2 | 0-3 | 0-0 |     | 3-0 |
| 5    | Îles Féroé      | 3   | 8 | 1 | 1 | 6 | 3  | 26 | -23  |  | Îles Féroé                 | 0-2 | 0-4 | 0-5 | 1-0 |     |

## Préparation
Contrairement à ce qui a été dit, le Danemark n'est pas arrivé sans préparation. Un match contre la CEI était initialement prévu pour que ces derniers se préparent pour l'Euro. Le sélectionneur danois avait prévu de tester quelques nouveaux joueurs. Les joueurs évoluant en Allemagne avaient fini leur championnat depuis la mi-mai et certains d'entre eux étaient donc en vacances au moment du repêchage du Danemark pour la compétition.
Michael Laudrup, qui avait juré ne plus vouloir jouer pour le sélectionneur Richard Møller Nielsen, est sollicité pour réintégrer l'équipe. Mais estimant que l'équipe avait peu de chances de bien figurer dans un groupe très relevé, il choisit de rester en vacances. Les joueurs importants sont donc rappelés pour le match à domicile contre la CEI du 3 juin 1992, qui devient d'un coup, un match de préparation à l'Euro pour les deux équipes (1-1, Christensen 35', Kolyvanov 52').  Cette courte préparation va donner le ton de l'ambiance danoise pendant la compétition. Surnommés « Crazy Danes », les 20 danois feront des entrainements courts, avec parfois du minigolf ou des compétitions de natation. Le sélectionneur leur laissait faire des plongeons pour s'amuser. En dehors ils buvaient des bières après les matchs et sortaient pour aller au McDo.
Ces indications laissent à penser que l'équipe part à l'Euro 92 en touriste, mais il n'en est rien. D'après Brian Laudrup, le sélectionneur avait d'entrée annoncé la couleur : « Soyons clairs, nous allons en Suède pour gagner la compétition », selon l'attaquant danois, tout le monde a ri ! Sûr des forces de son équipe, le sélectionneur est l'un des seuls qui croit aux chances de son équipe. Mais très vite, les joueurs vont également y croire.

## Phase finale

### Premier tour
| Groupe 1 |            |     |   |   |   |   |    |    |      |
|          | Équipe     | Pts | J | G | N | P | BP | BC | Diff |
| 1        | Suède      | 5   | 3 | 2 | 1 | 0 | 4  | 2  | +2   |
| 2        | Danemark   | 3   | 3 | 1 | 1 | 1 | 2  | 2  | 0    |
| 3        | France     | 2   | 3 | 0 | 2 | 1 | 2  | 3  | -1   |
| 4        | Angleterre | 2   | 3 | 0 | 2 | 1 | 1  | 2  | -1   |

| 10 juin | Suède    | 1 | 1 | France     |
| 11 juin | Danemark | 0 | 0 | Angleterre |
| 14 juin | France   | 0 | 0 | Angleterre |
| 14 juin | Suède    | 1 | 0 | Danemark   |
| 17 juin | Suède    | 2 | 1 | Angleterre |
| 17 juin | France   | 1 | 2 | Danemark   |

| 11 juin 1992                      | Danemark | 0 – 0 | Angleterre | Idrottsplats, Malmö                                |                                                    |
| 20:15 · Historique des rencontres |          |       |            | Spectateurs : 26 385 Arbitrage : John Blankenstein | Spectateurs : 26 385 Arbitrage : John Blankenstein |
| 20:15 · Historique des rencontres | Rapport  |       |            | Spectateurs : 26 385 Arbitrage : John Blankenstein | Spectateurs : 26 385 Arbitrage : John Blankenstein |

Lors du premier match, le Danemark se crée beaucoup d'occasions et touche les montants. L'équipe prend alors conscience que si elle a pu tenir tête aux Anglais (demi-finalistes du dernier mondial) c'est que malgré son manque de préparation elle a peut-être le niveau pour aller loin.
| 14 juin 1992                      | Suède      | 1 – 0 | Danemark | Rasundastadion, Stockholm                         |                                                   |
| 20:15 · Historique des rencontres | Brolin 58e |       |          | Spectateurs : 29 902 Arbitrage : Aron Schmidhuber | Spectateurs : 29 902 Arbitrage : Aron Schmidhuber |
| 20:15 · Historique des rencontres | Rapport    |       |          | Spectateurs : 29 902 Arbitrage : Aron Schmidhuber | Spectateurs : 29 902 Arbitrage : Aron Schmidhuber |

Les Danois perdent le second match contre l'équipe locale, la Suède, et pensent alors que l'aventure est bientôt terminée pour eux.
| 17 juin 1992                      | Danemark                | 2 – 1 | France    | Idrottsplats, Malmö                                |                                                    |
| 20:15 · Historique des rencontres | Larsen 8e · Elstrup 78e |       | Papin 60e | Spectateurs : 25 673 Arbitrage : Hubert Forstinger | Spectateurs : 25 673 Arbitrage : Hubert Forstinger |
| 20:15 · Historique des rencontres | Rapport                 |       |           | Spectateurs : 25 673 Arbitrage : Hubert Forstinger | Spectateurs : 25 673 Arbitrage : Hubert Forstinger |

Contre la France invaincue depuis 3 ans et favorite pour le titre, lors de la dernière journée, le Danemark a besoin d'une victoire pour avoir une chance de passer. Alors que le score est de 1-1 à la 66e minute, le sélectionneur remplace Torben Frank par Lars Elstrup qui marque le but vainqueur 10 minutes plus tard. Contre toute attente les Danois battent l'équipe de Michel Platini 2-1. Et nouveau coup de pouce de la chance : la Suède bat l'Angleterre dans l'autre match du groupe et permet au Danemark de prendre la deuxième place qualificative pour les demi-finales.

### Demi-finale
| Sélectionneur :  |
| R.Moller Nielsen |

| Sélectionneur : |
| R.Michels       |

| Sélectionneur :  |
| R.Moller Nielsen |

| Sélectionneur : |
| R.Michels       |

Richard Møller Nielsen  déclare en interview avant le match : « Je ne peux pas vous promettre qu'on va gagner ce match, mais je peux vous promettre que chacun des joueurs danois sur la pelouse donnera son meilleur ».
Loin d'être favorite, le Danemark continue d'aborder les matchs de manière décontractée. Les femmes des joueurs sont autorisées à passer la nuit à l’hôtel avec les joueurs mais repartent au Danemark (elles reviendront pour la finale). Lors de cette demi-finale, les Danois vont jouer les yeux dans les yeux avec les Néerlandais, champions en titre. En menant 2 fois au score, ils poussent les Pays-Bas jusqu'à la prolongation puis les tirs au but. Schmeichel arrête la tentative de Marco Van Basten, et le Danemark se qualifie pour la finale ! Cette qualification est cependant partagée entre douleur et joie. Le camp danois enregistre plusieurs blessures dont Henrik Andersen, qui sort à la 70e minute à la suite d'un choc avec Marco Van Basten. Cheville cassée, synonyme de fin de compétition. Kim Vilfort fait des allers-retours au chevet de sa fille de 7 ans en phase terminale d'une leucémie.

### Finale
| Titulaires :    |                   |     |
|                 |                   |     |
| 1               | Bodo Illgner      |     |
| 2               | Stefan Reuter     |     |
| 3               | Andreas Brehme    |     |
| 4               | Jürgen Kohler     |     |
| 6               | Guido Buchwald    |     |
| 14              | Thomas Helmer     |     |
| 8               | Thomas Hässler    |     |
| 16              | Matthias Sammer   | 45e |
| 17              | Stefan Effenberg  | 81e |
| 11              | Karl-Heinz Riedle |     |
| 18              | Jürgen Klinsmann  |     |
|                 |                   |     |
| Remplaçants :   |                   |     |
| 10              | Thomas Doll       | 45e |
| 13              | Andreas Thom      | 81e |
|                 |                   |     |
| Sélectionneur : |                   |     |
| Berti Vogts     |                   |     |

| Titulaires :           |                    |     |
|                        |                    |     |
| 1                      | Peter Schmeichel   |     |
| 2                      | John Sivebæk       | 67e |
| 3                      | Kent Nielsen       |     |
| 4                      | Lars Olsen         |     |
| 6                      | Kim Christofte     |     |
| 12                     | Torben Piechnik    |     |
| 13                     | Henrik Larsen      |     |
| 18                     | Kim Vilfort        |     |
| 7                      | John Jensen        |     |
| 9                      | Flemming Povlsen   |     |
| 11                     | Brian Laudrup      |     |
|                        |                    |     |
| Remplaçants :          |                    |     |
| 17                     | Claus Christiansen | 67e |
|                        |                    |     |
| Sélectionneur :        |                    |     |
| Richard Møller Nielsen |                    |     |

| Titulaires :    |                   |     |
|                 |                   |     |
| 1               | Bodo Illgner      |     |
| 2               | Stefan Reuter     |     |
| 3               | Andreas Brehme    |     |
| 4               | Jürgen Kohler     |     |
| 6               | Guido Buchwald    |     |
| 14              | Thomas Helmer     |     |
| 8               | Thomas Hässler    |     |
| 16              | Matthias Sammer   | 45e |
| 17              | Stefan Effenberg  | 81e |
| 11              | Karl-Heinz Riedle |     |
| 18              | Jürgen Klinsmann  |     |
|                 |                   |     |
| Remplaçants :   |                   |     |
| 10              | Thomas Doll       | 45e |
| 13              | Andreas Thom      | 81e |
|                 |                   |     |
| Sélectionneur : |                   |     |
| Berti Vogts     |                   |     |

| Titulaires :           |                    |     |
|                        |                    |     |
| 1                      | Peter Schmeichel   |     |
| 2                      | John Sivebæk       | 67e |
| 3                      | Kent Nielsen       |     |
| 4                      | Lars Olsen         |     |
| 6                      | Kim Christofte     |     |
| 12                     | Torben Piechnik    |     |
| 13                     | Henrik Larsen      |     |
| 18                     | Kim Vilfort        |     |
| 7                      | John Jensen        |     |
| 9                      | Flemming Povlsen   |     |
| 11                     | Brian Laudrup      |     |
|                        |                    |     |
| Remplaçants :          |                    |     |
| 17                     | Claus Christiansen | 67e |
|                        |                    |     |
| Sélectionneur :        |                    |     |
| Richard Møller Nielsen |                    |     |

« La veille de la finale Steffen Effenberg m'a dit "tu sais après le match si tu veux on échangera nos maillots" et j'ai dit aucun problème on fera ça. J'ai bien entendu dans sa voix que c'était genre 2-3-4 à 0 pour l'Allemagne! »
Brian Laudrup
Le début du match à l'avantage des champions du monde allemands, mais Schmeichel est impérial sur sa ligne et le score reste vierge. Laissant une Allemagne inefficace en attaque faire le jeu, le Danemark procède en contre et a la chance d'ouvrir rapidement le score en première mi-temps, avant de doubler la mise dans le dernier quart d'heure, 2-0, et de sceller le résultat. Le Danemark crée une nouvelle fois la surprise et remporte la victoire finale. Le match est marqué par les arrêts de Schmeichel et par les nombreuses passes en retrait au gardien pour gagner du temps (c'est le dernier match où le gardien à le droit de prendre le ballon à la main sur une passe d'un de ses coéquipiers). Sur les 3 derniers matchs, les Danois ont épinglé à leur tableau de chasse les 3 derniers vainqueurs de l'Euro. 
Durant toute la compétition, le Danemark a su profiter du manque d'application ou de la suffisance de ses adversaires. Ce mélange de décontraction à l'entrainement et de réussite pour une équipe en qui personne ne croyait, lui a permis de réaliser l'exploit.

« Après le coup de sifflet final j'ai cherché Steffen Effenberg... Où est-il? Il est prêt pour échanger nos maillots? Non il a quitté le terrain et je ne l'ai pas revu après. »
Brian Laudrup

## Effectif
- Sélectionneur : Richard Møller Nielsen
- Adjoint : Jan Børge Poulsen

| No. | Pos.      | Joueur             | Date de naissance et âge | Sélec. | Club              |
| --- | --------- | ------------------ | ------------------------ | ------ | ----------------- |
| 1   | Gardien   | Peter Schmeichel   | 18 novembre 1963         | 47     | Manchester United |
| 2   | Défenseur | John Sivebæk       | 25 octobre 1961          | 77     | AS Monaco         |
| 3   | Défenseur | Kent Nielsen       | 28 décembre 1961         | 50     | AGF Århus         |
| 4   | Défenseur | Lars Olsen         | 2 février 1961           | 57     | Trabzonspor       |
| 5   | Milieu    | Henrik Andersen    | 7 mai 1965               | 25     | 1. FC Cologne     |
| 6   | Défenseur | Kim Christofte     | 24 août 1960             | 11     | Brøndby IF        |
| 7   | Milieu    | John Jensen        | 3 mai 1965               | 43     | Brøndby IF        |
| 8   | Milieu    | Johnny Mølby       | 4 février 1969           | 14     | Vejle BK          |
| 9   | Attaquant | Flemming Povlsen   | 3 décembre 1966          | 45     | Borussia Dortmund |
| 10  | Attaquant | Lars Elstrup       | 24 mars 1963             | 23     | Odense Boldklub   |
| 11  | Attaquant | Brian Laudrup      | 22 février 1969          | 25     | Bayern de Munich  |
| 12  | Défenseur | Torben Piechnik    | 21 mai 1963              | 4      | B 1903            |
| 13  | Milieu    | Henrik Larsen      | 17 mai 1966              | 18     | Lyngby BK         |
| 14  | Attaquant | Torben Frank       | 16 juin 1968             | 3      | Lyngby BK         |
| 15  | Attaquant | Bent Christensen   | 4 janvier 1967           | 16     | Schalke 04        |
| 16  | Gardien   | Mogens Krogh       | 31 octobre 1963          | 1      | Brøndby IF        |
| 17  | Défenseur | Claus Christiansen | 19 octobre 1967          | 2      | Lyngby BK         |
| 18  | Milieu    | Kim Vilfort        | 15 novembre 1962         | 42     | Brøndby IF        |
| 19  | Milieu    | Peter Nielsen      | 3 mars 1968              | 2      | Lyngby BK         |
| 20  | Milieu    | Morten Bruun       | 28 juin 1965             | 11     | Silkeborg IF      |